# Харьковское конструкторское бюро по двигателестроению
Харьковское конструкторское бюро по двигателестроению (ХКБД) (укр. Харківське конструкторське бюро з двигунобудування) — украинское государственное научно-производственное предприятие (конструкторское бюро) военно-промышленного комплекса Украины по двигателестроению, которое специализируется на разработке дизельных двигателей.
Входит в перечень предприятий, имеющих стратегическое значение для экономики и безопасности Украины.

## История

### 1931—1991
В 1931-1932 гг. при Харьковском паровозостроительном заводе было создано специальное конструкторское бюро по проектированию танковых двигателей.
В 1930-е годы на основе конструкции быстроходного дизельного двигателя БД-2 специалистами КБ и ХПЗ был создан танковый двигатель, получивший наименование В-2.
После окончания Великой Отечественной войны КБ разрабатывало двигатели к танкам Т-64 и Т-80УД (в 1959 году ХКБД начало работы по созданию танкового дизельного двигателя 5ТДФ, в 1974 году ХКБД начало работы по созданию танкового дизельного двигателя 6ТД).
В 1989 году ХКБД начало работы по созданию малолитражных дизелей серии ДТ.
В феврале 1990 года в ХКБД был организован сектор по двигателям
народно-хозяйственного назначения. В январе 1991 года он был преобразован в отдел № 10 по двигателям
народно-хозяйственного назначения (преобразованный в последующем в отдел малолитражных двигателей и силовых установок)

### После 1991
После провозглашения независимости Украины КБ было передано в ведение министерства обороны Украины.
Специалисты КБ вели работы по созданию двигателей к танку Т-84 и модернизированным вариантам танков Т-72.
Кроме того, специально для БРЭМ-84 был разработан вариант двигателя 6ТД-1 (получивший наименование 6ТД-1Р). В дальнейшем, был разработан вариант двигателя 6ТД-2 для танка «Оплот» (получивший наименование 6ТД-2Е).
В 1998 году ХКБД начало работы по созданию малолитражных дизелей серии ДТА.
В 1999 году завод им. Малышева начал серийное производство двигателей 2ДТ, 2ДТМ, 2ДТХ и 4ДТС (разработанных специалистами ХКБД).
В феврале 2006 года, в связи с уходом на пенсию генерального конструктора ХКБД Н. К. Рязанцева (занимавшего этот пост с 1973 года), новым генеральным конструктором ХКБД стал С. А. Алёхин.
В конце декабря 2006 года ХКБД завершило комплекс опытно-конструкторских работ по созданию малолитражного дизельного двигателя 3ДТА (предназначавшегося для сельскохозяйственной техники).
По состоянию на начало 2008 года, основной продукцией предприятия являлись:
- дизельные двигатели 3ТД-1, 3ТД-2, 3ТД-3, 3ТД-4
- танковые дизельные двигатели 6ТД-1, 6ТД-2, 6ТДР, 5ТДФ, 5ТДФМ
- судовые дизельные двигатели 5ТДКМ
- дизель-электрические агрегаты ЭА-8А и 6ДЭА.

В 2010 году ХКБД завершило разработку двигателя 3ТД-3А для БТР-4 (выпуск которого начался в ноябре 2011 года на заводе им. Малышева). В дальнейшем, ХКБД принимало участие в работе над БТР-4МВ.
После создания в декабре 2010 года государственного концерна «Укроборонпром», в соответствии с постановлением Кабинета министров Украины № 53 от 19 января 2011 года ХКБД было включено в состав концерна.
В марте 2012 года Кабинет министров Украины принял постановление о реорганизации ХКБД с целью превращения в государственное коммерческое предприятие.
В 2013 году ХКБД разработало инвестиционный проект производства дизелей «Слобожанский дизель» (который предусматривал производство автомобильных дизельных двигателей двойного назначения серии ДТНА мощностью 100-175 л.с. в четырёх- и шестицилиндровом исполнении), была разработана конструкторская документация первого автомобильного дизеля 4ДТНА1 мощностью 100 л.с..
 
В дальнейшем, ХКБД были изготовлены и представлены демонстрационные образцы двигателей 4ДТНА1.
В апреле 2015 года стало известно, что ХКБД привлечено к разработке системы, ускоряющей запуск двигателей танков Т-64БМ «Булат» и «Оплот» в зимних условиях.
В мае 2015 года представители ХКБД сообщили, что имеется техническая возможность установки двигателей разработки ХКБД на автомобильную технику ВС Украины (замена бензиновых двигателей автомашин УАЗ дизельными двигателями 4ДТНА мощностью 104–115 л.с., и замена двигателей автомашин ГАЗ и ЗиЛ дизельными двигателями 6ДТНА мощностью 150–175 л.с.).